# 奥波什陶格
奥波什陶格，是匈牙利南部巴奇-基什孔州所辖的一个村，总面积31.94平方公里，总人口2105，人口密度65.9人/平方公里（2001年）。地理坐标为46.88100° 0' N 18.95987° 0' E。